# Poblete
Poblete è un comune spagnolo di 2 334 abitanti della comunità autonoma di Castiglia-La Mancia.